# Holkovice
Holkovice jsou vesnice, část obce Chanovice v okrese Klatovy v Plzeňském kraji. Nachází se asi tři kilometry jihozápadně od Chanovic. Je zde evidováno 67 adres. V roce 2011 zde trvale žilo 87 obyvatel.
Holkovice jsou také název katastrálního území o rozloze 3,1 km².

## Historie
První písemná zmínka o vesnici pochází z roku 1378.

## Obyvatelstvo
| Rok            | 1869 | 1880 | 1890 | 1900 | 1910 | 1921 | 1930 | 1950 | 1961 | 1970 | 1980 | 1991 | 2001 | 2011 | 2021 |
| -------------- | ---- | ---- | ---- | ---- | ---- | ---- | ---- | ---- | ---- | ---- | ---- | ---- | ---- | ---- | ---- |
| Počet obyvatel | 402  | 382  | 328  | 298  | 330  | 316  | 268  | 224  | 227  | 177  | 137  | 117  | 97   | 87   | 116  |
| Počet domů     | 56   | 59   | 56   | 57   | 56   | 56   | 56   | 56   | 53   | 49   | 47   | 51   | 52   | 54   | 54   |

## Obecní správa
Při sčítání lidu v letech 1850–1975 Holkovice byly samostatnou obcí, se kterým patřily nejprve do okresu Strakonice, ale v roce 1950 v okrese Horažďovice a od roku 1960 v okrese Klatovy. Od 1. července 1975 jsou částí obce Chanovice v okrese Klatovy.

## Pamětihodnosti
- Kaple
- Usedlosti čp. 15 a 20
- Pomník Mistra Jana Husa
- Pomník obětem 1. světové války
- Pamětní deska rodáka Karla Barnáše

## Významné osobnosti
- Karel Barnáš (25. října 1908 Holkovice – 7. května 1945 Praha) nositel československého válečného kříže 1939 in memoriam. Po vypuknutí Pražského povstání se přihlásil k Pražskému pluku revolučních gard. Padl ve Velké Chuchli při hájení Prahy.